# Светлое (Свердловская область)
Све́тлое — село в городском округе Сухой Лог Свердловской области России.

## География
Село расположено в 13 километрах к западу от города Сухого Лога (по автодороге — в 17 километрах), на правом берегу реки Пышмы. Климатические условия местности для здоровья благоприятны; почва на низких местах чернозёмная, а на высоких глинистая.

## Топоним
Первое название было Ряпосова, затем — Темновское. По преданию, на том месте, где теперь находится село, был непроходимый, темный бор, откуда и получило свое название село, ранее названое деревня Темная. Современное название с 1946 года.

## История
Село было основано в конце XVII века.
В 1875 году в селе была построена каменная в три комнаты земская школа, строителем которой был прихожанин, крестьян Алексей Ошивалов, принимавший также большое участие в благоустройстве и украшении Христорождественской церкви.

### Христорождественская церковь
В 1800 году деревня Темная, бывшая приходом Галкинской Прокопьевской церкви, получила разрешение построить свой храм. Заложенный в 1800 году, деревянный, однопрестольный храм во имя Вознесения Господня, был построен и освящён в 1802 году. В трапезе церкви с южной стороны в 1811 году был построен и освящен придел во имя Святого Архангела Михаила. Церковь была построена на средства прихожан. В 1865 году была построена каменная однопрестольная церковь во имя Вознесения Господня на средства прихожан и частные пожертвования. В 1899 году ремонтировалась. Старая деревянная церковь была продана жителям Камышлова за 270 рублей для постройки кладбищенской церкви. Из старинных церковных предметов, остающихся без употребления, есть оловянный потир, дискос и звездица. Для причта, состоящего из священника и псаломщика, имелись два общественных дома. В 1911 году была построена Христорождественская церковь, каменная, однопрестольная. Церковь была освящена в честь Рождества Христова.
В 1934 году был запрещён звон, и в 1935 году церковь была закрыта. В настоящее время храм разрушается не восстанавливается.

## Население
| 2002 | 2010 |
| ---- | ---- |
| 296  | ↘278 |

## Достопримечательности
Мемориальный комплекс «В память о воинах-земляках, погибших в годы Великой Отечественной войны 1941—1945 гг.» на ул. Ленина и мемориал на здешнем кладбище - Вечная память павшим в борьбе за Советскую власть  с фамилиями .